# فريدريك دبليو. كلارك
فريدريك دبليو. كلارك (بالإنجليزية: Frederick William Clark)‏ هو مهندس معماري أمريكي، ولد في 12 أغسطس 1857، وتوفي في 2 فبراير 1916.